# Greenup (Kentucky)
Greenup és una població dels Estats Units a l'estat de Kentucky. Segons el cens del 2000 tenia 1.198 habitants.

## Demografia
Segons el cens del 2000, Greenup tenia 1.198 habitants, 478 habitatges, i 321 famílies. La densitat de població era de 585,5 habitants/km².
Dels 478 habitatges en un 24,3% hi vivien nens de menys de 18 anys, en un 54% hi vivien parelles casades, en un 11,7% dones solteres, i en un 32,8% no eren unitats familiars. En el 31% dels habitatges hi vivien persones soles el 17,2% de les quals corresponia a persones de 65 anys o més que vivien soles. El nombre mitjà de persones vivint en cada habitatge era de 2,27 i el nombre mitjà de persones que vivien en cada família era de 2,83.
Per edats la població es repartia de la següent manera: un 18,5% tenia menys de 18 anys, un 10,2% entre 18 i 24, un 30,1% entre 25 i 44, un 22,8% de 45 a 60 i un 18,4% 65 anys o més.
L'edat mediana era de 39 anys. Per cada 100 dones de 18 o més anys hi havia 94 homes.
La renda mediana per habitatge era de 33.158 $ i la renda mediana per família de 41.548 $. Els homes tenien una renda mediana de 33.750 $ mentre que les dones 23.036 $. La renda per capita de la població era de 15.926 $. Entorn del 6,2% de les famílies i el 10,7% de la població estaven per davall del llindar de pobresa.

## Poblacions més properes
El següent diagrama mostra les poblacions més properes.